# André Diamant (Schachspieler)
André Diamant (* 9. Februar 1990 in Fortaleza) ist ein brasilianischer Schachspieler.

## Leben
Das Schachspielen lernte André Diamant im Alter von vier Jahren von seinem Vater. Im Alter von sechs Jahren wurde er von Sidney Corrêa Filho trainiert. Mit acht Jahren trat er dem Schachverein A Hebraica São Paulo bei. Als André zehn Jahre alt war, ermöglichte ihm der Verein und sein Vater, für vier Monate an der Schachschule des Schachweltmeisters Alexander Chalifman in Sankt Petersburg und an einer Schachschule in Spanien zu lernen. Trainiert wird er inzwischen vom brasilianischen Großmeister Gilberto Milos. Wie einst Akiba Rubinstein trägt André Diamant in der Regel beim Schachspielen eine Kippa. Er studiert Sistemas de informação und hat einen Sohn (* 2008).

## Erfolge
Im Mai 2002 wurde er in Blumenau brasilianischer U12-Meister, im April 2003 und Mai 2004, jeweils in Poços de Caldas, brasilianischer U14-Meister. Die brasilianische U16-Meisterschaft gewann er im Mai 2005 in Curitiba und im April 2006 in Goiânia. Brasilianischer U18-Meister wurde er im April 2008 in Foz do Iguaçu. Bei der südamerikanischen U20-Meisterschaft im April 2009 in Cochabamba wurde er hinter Alexandr Fier Zweiter.
An den Schacholympiaden 2008 in Dresden und 2010 in Chanty-Mansijsk nahm er ebenso als Reservespieler der brasilianischen Nationalmannschaft teil wie an der Mannschaftsweltmeisterschaft 2010 in Bursa. Im Dezember 2008 gewann er in Porto Alegre überraschenderweise vor den fünf Großmeistern Giovanni Vescovi, Alexandr Fier, Rafael Leitão, Gilberto Milos und Darcy Lima in einem Kategorie-9-Turnier die brasilianische Einzelmeisterschaft. 2022 kehrte er zur Schacholympiade zurück: In Mamallapuram spielte er am vierten Brett der brasilianischen Nationalmannschaft.
2007 erhielt André Diamant den Titel Internationaler Meister. Die Normen hierfür erreichte er bei der Internationalen Meisterschaft von Guarapari im Juni 2006 und bei der amerikanischen Kontinentalmeisterschaft in Cali im Juli 2007. Großmeister ist er seit Juni 2009. Die Großmeister-Normen erzielte er beim internationalen Turnier in Parla im September 2008, bei dem er den dritten Platz belegte, bei der brasilianischen Einzelmeisterschaft im Dezember 2008 sowie dem Magistral International in Mar de Ajó im März 2009.
In der United States Chess League spielte er 2012 für die St. Louis Arch Bishops.
Mit seiner höchsten Elo-Zahl von 2547 im Januar 2020 lag er auf dem sechsten Platz der brasilianischen Elo-Rangliste.